# Ґао Ліхуа
Ґао Ліхуа (31 жовтня 1979) — китайська хокеїстка на траві.
Срібна призерка Олімпійських Ігор 2008 року, учасниця 2004, 2012 років.
Переможниця Азійських ігор 2006, 2010 років.
Срібна призерка Трофею чемпіонів 2003 року.
Чемпіонка Азії з хокею на траві серед жінок 2009 року, бронзова призерка 2004, 2007 років.
Срібна призерка азійського Трофею чемпіонів 2011 року.